# Circuit de Snetterton
Le circuit de Snetterton est situé en Angleterre dans le comté de Norfolk près de la ville de Norwich.
À l'origine, il y avait à l'emplacement du circuit, un aérodrome qui fut utilisé par l'armée américaine durant la Seconde Guerre mondiale (les deux longues lignes droites sont à l'origine des pistes d'atterrissage).
La première course y a été organisée en 1951.